# Église Saint-Hilaire de Nogent-le-Rotrou
L'église Saint-Hilaire est une église catholique située dans la commune de Nogent-le-Rotrou, dans le département français d'Eure-et-Loir.

## Historique

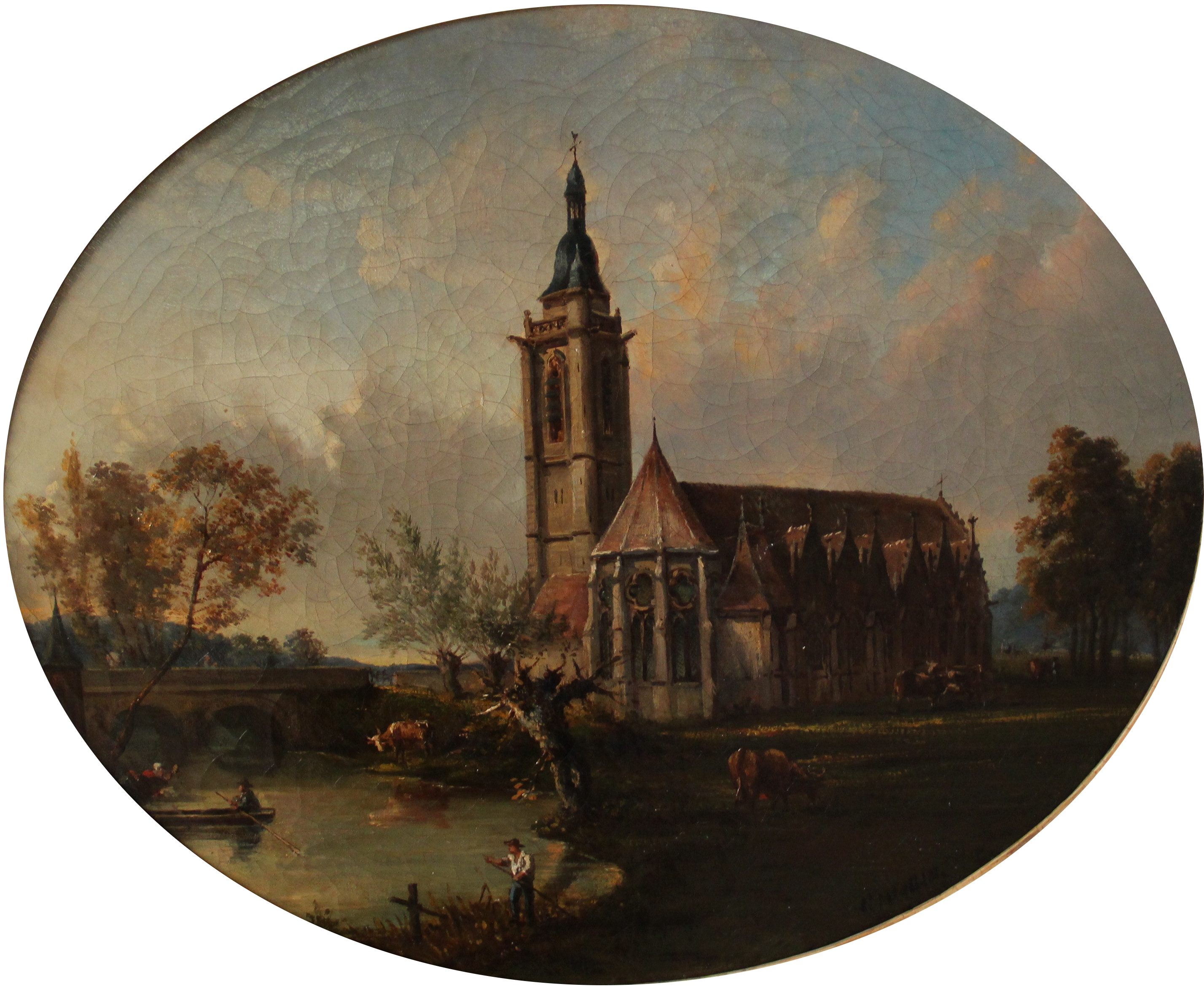
Église Saint-Hilaire par Louis Moullin, musée de Nogent-le-Rotrou.

L'église Saint-Hilaire est la plus ancienne des trois églises de Nogent-le-Rotrou. La construction d'origine date du XIe siècle, le chœur ayant été édifié au XIIIe siècle.
La nef, la tour et le clocher ont été érigés au XVIe siècle.
L'édifice est classé au titre des monuments historiques en 2003.
Il renferme un orgue d'environ 700 tuyaux qui date de 1876, construit par un facteur d’orgues bordelais, Georges Wenner.

### Les vitraux
Au XIXe siècle, les ateliers Lorin de Chartres a réalisé et installé quatorze vitraux.
Sont également présents des vitraux de Le Dien d'Argentan de 1866 et de Bernard Campin de Chartres de 1947.

Vitraux de l'église Saint-Hilaire
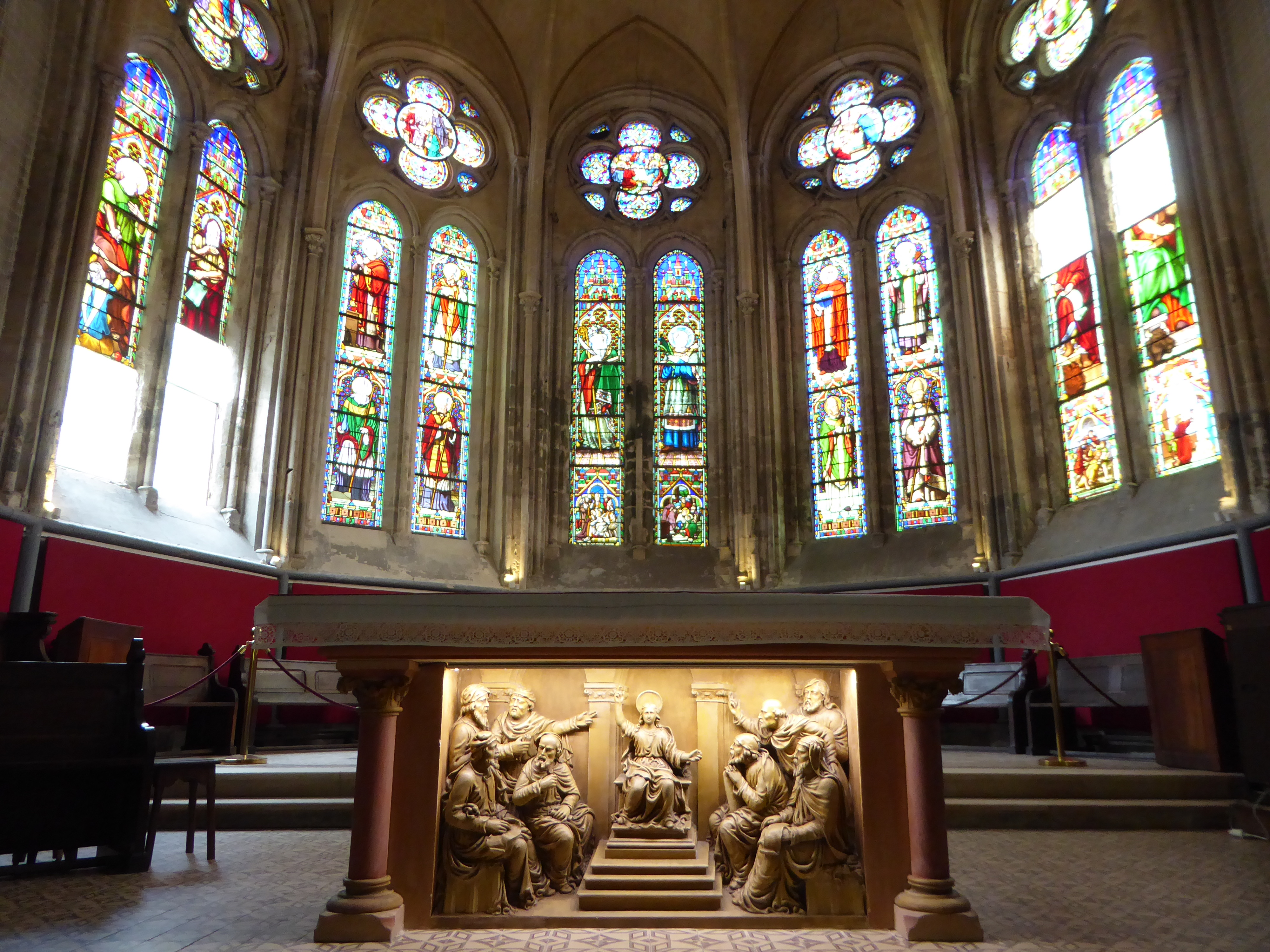
Autel et vitraux du chœur.
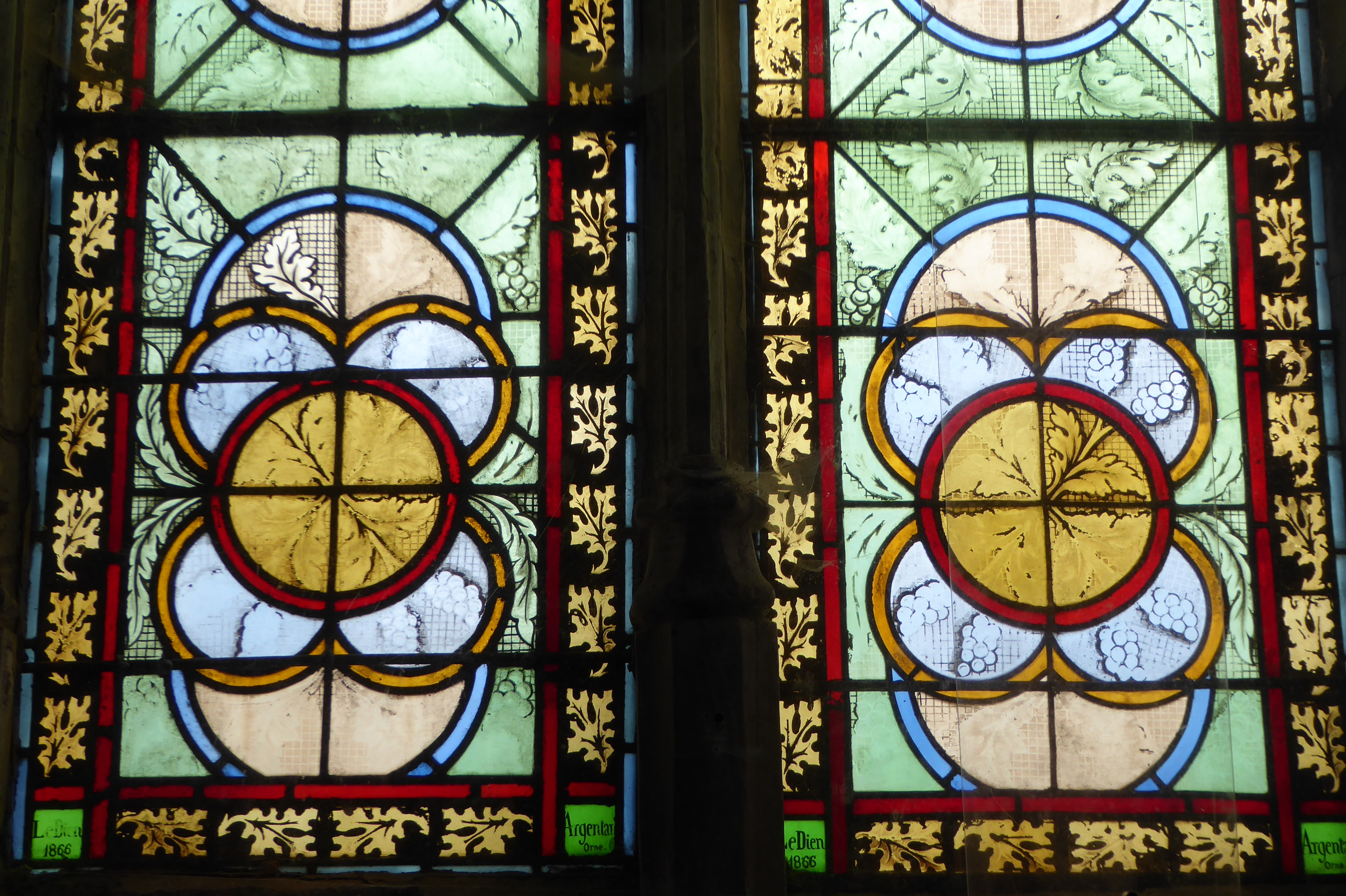
Le Dien, Argentan, 1866.

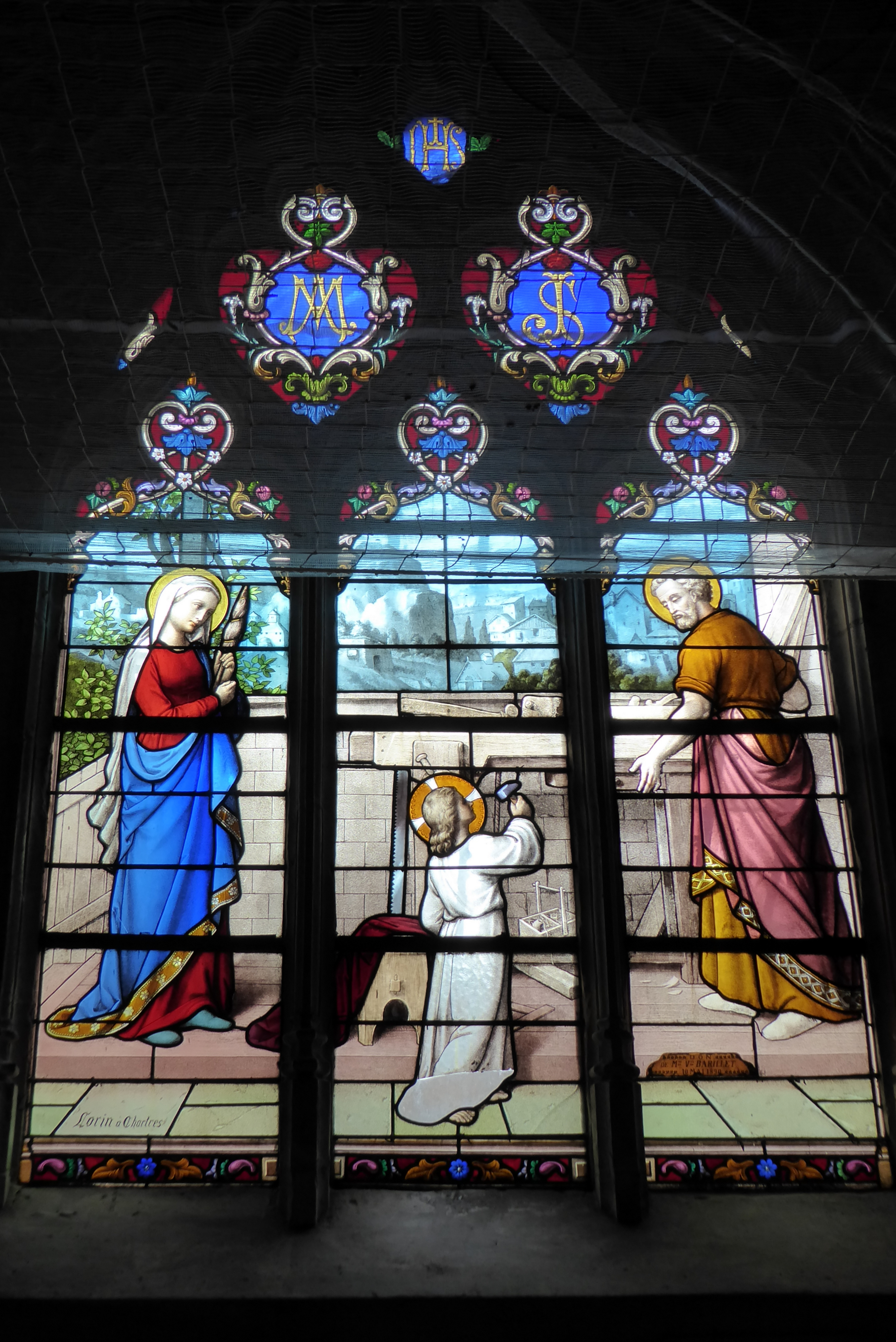
Marie, Joseph et l'enfant Jésus, Lorin à Chartres, 1890.
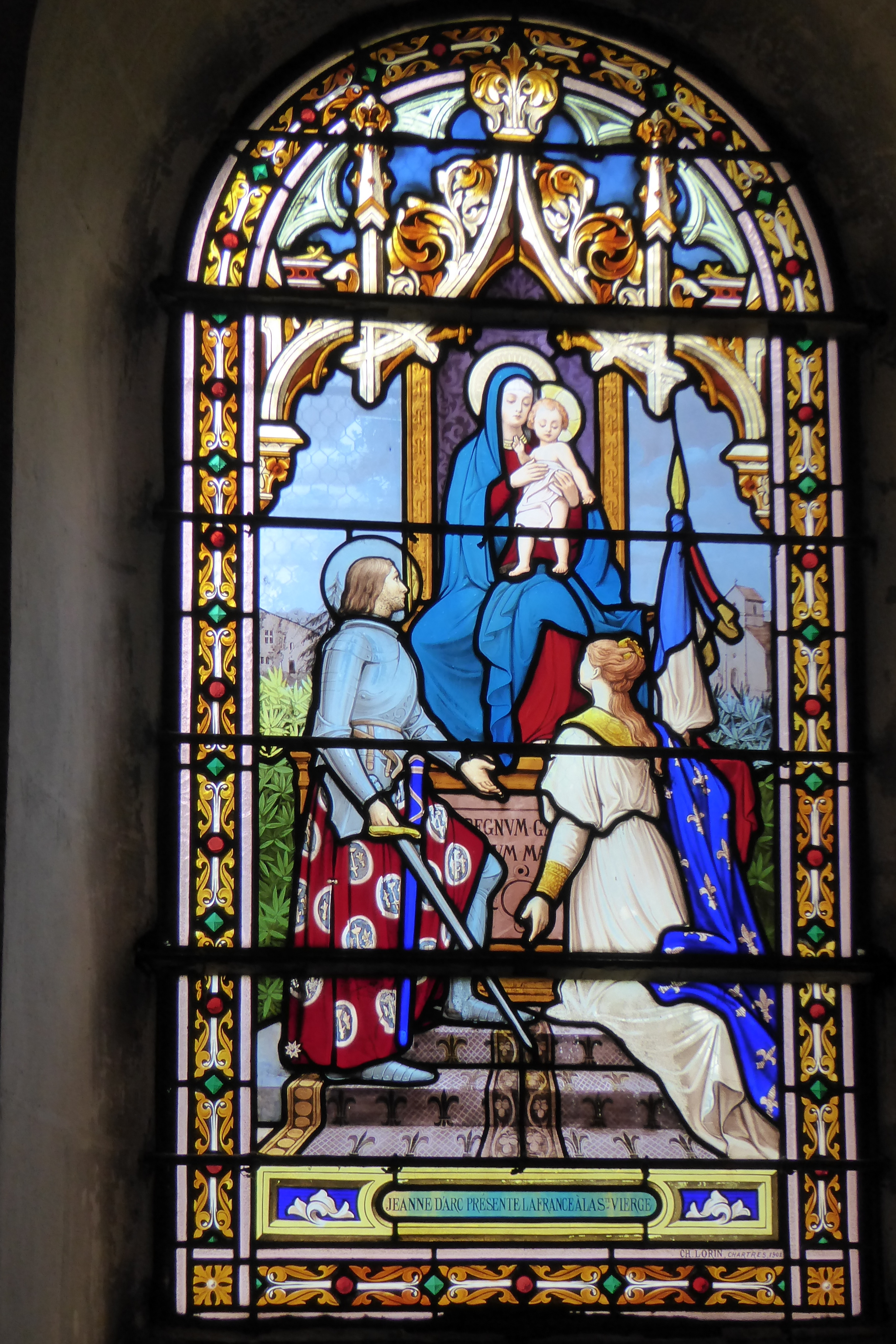
Jeanne d'Arc présente la France à la Sainte Vierge, Charles Lorin, 1901.
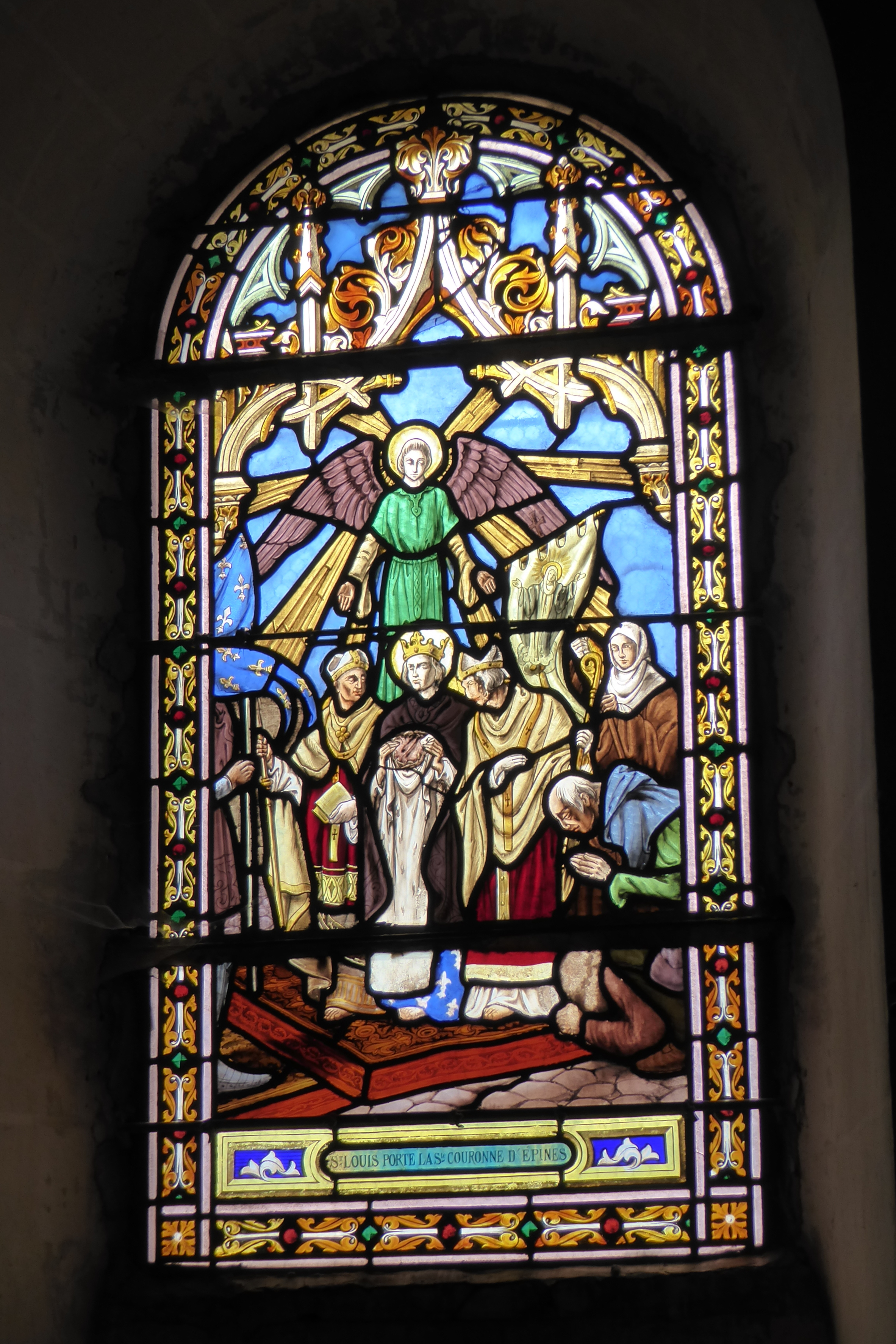
Saint Louis porte la sainte couronne d'épines, Charles Lorin.
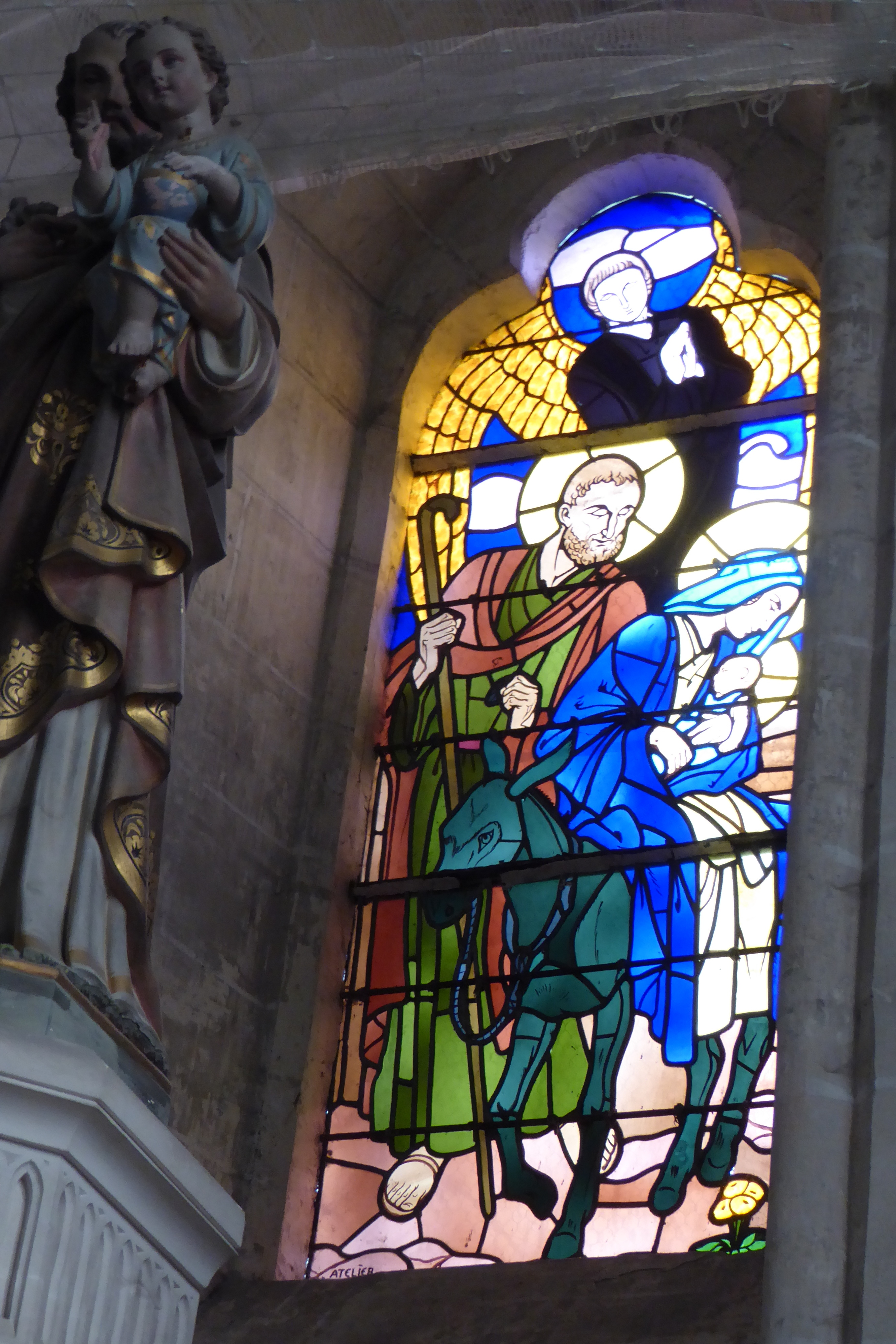
La fuite en Égypte, Bernard Campin, vers 1947.

### L'orgue
L'orgue, construit par le facteur d’orgues Georges Wenner, date de 1876.

## Aujourd'hui
Après 17 ans de fermeture, l'édifice est ouvert au public depuis mai 2013.

Extérieur de l'église Saint-Hilaire
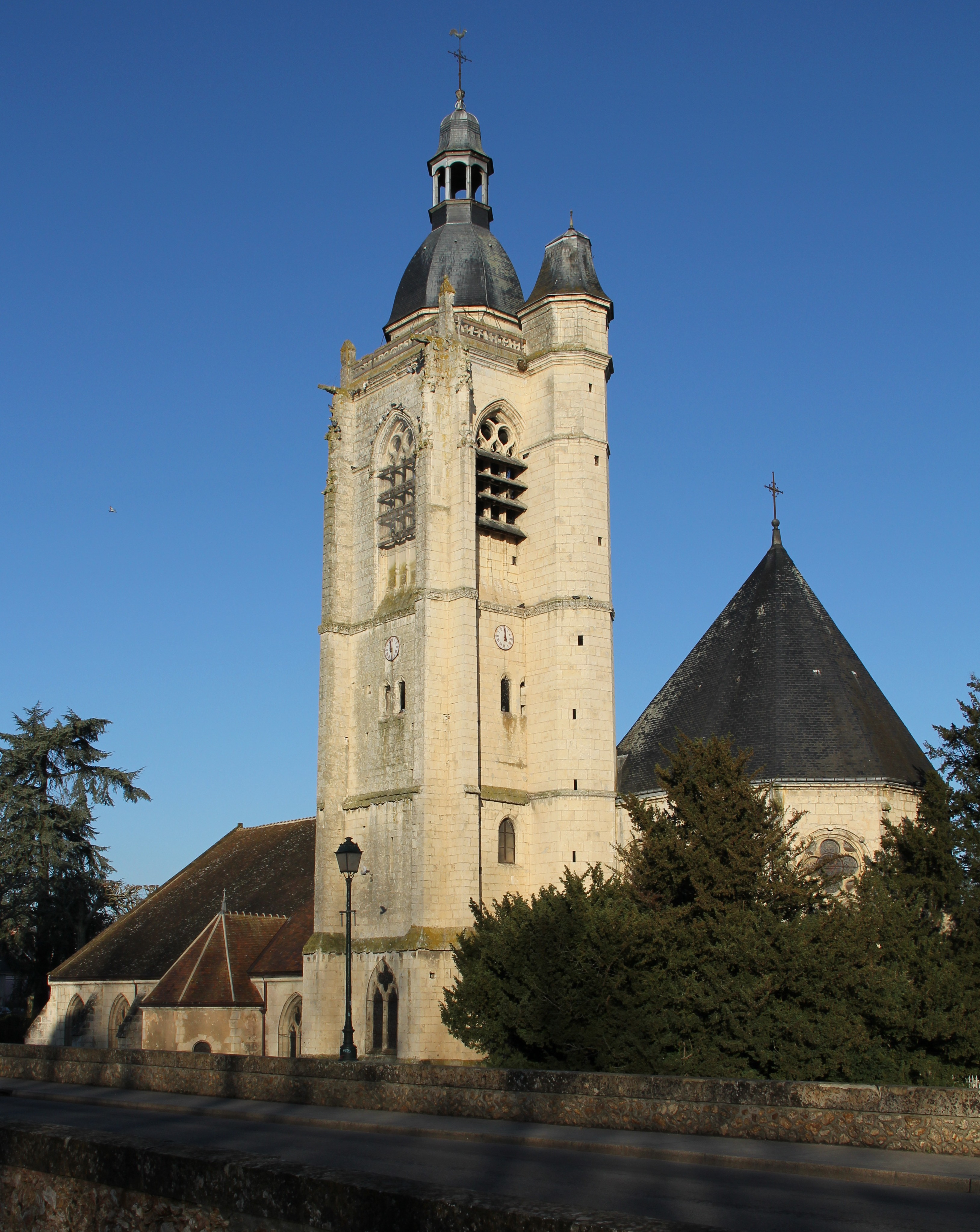
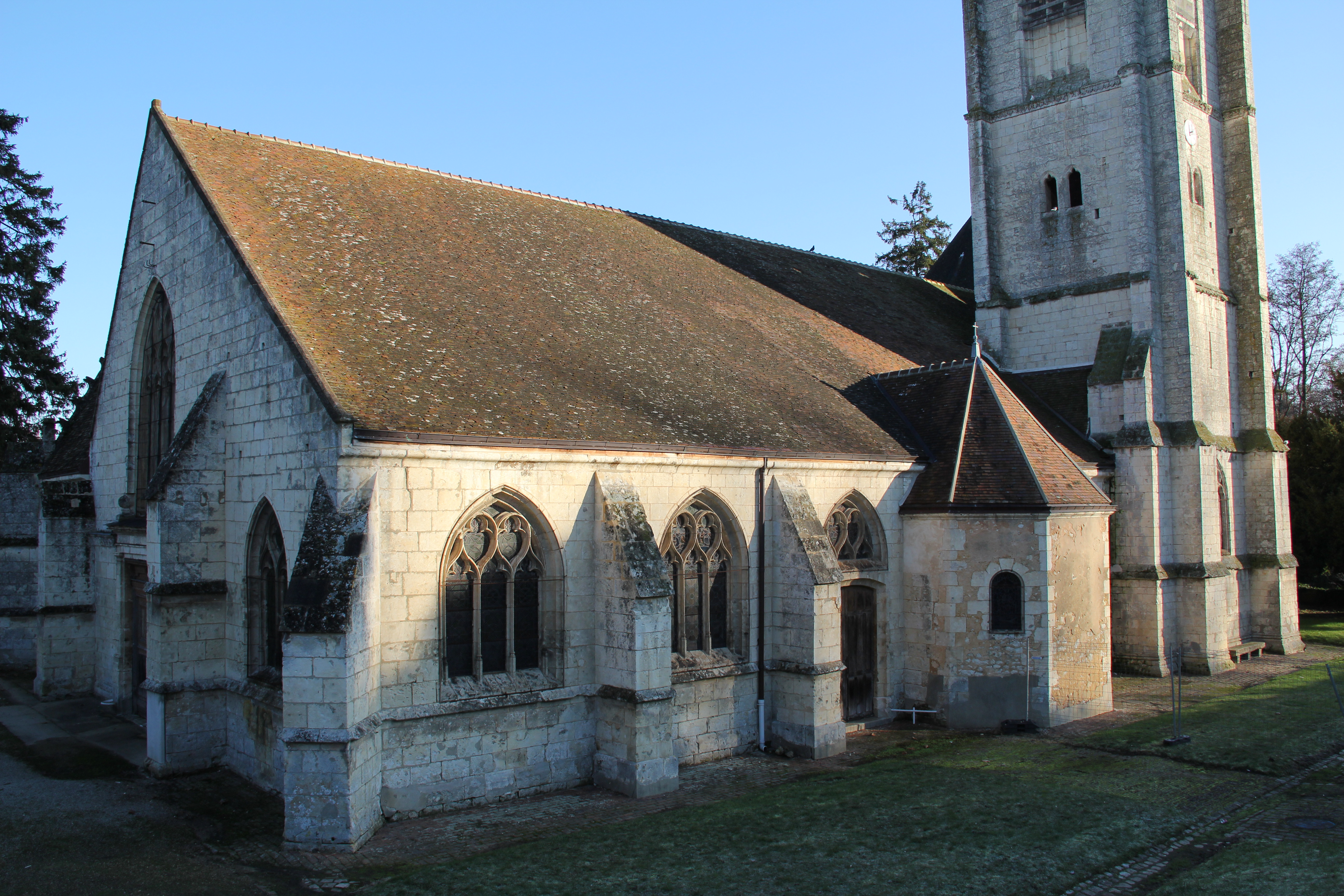
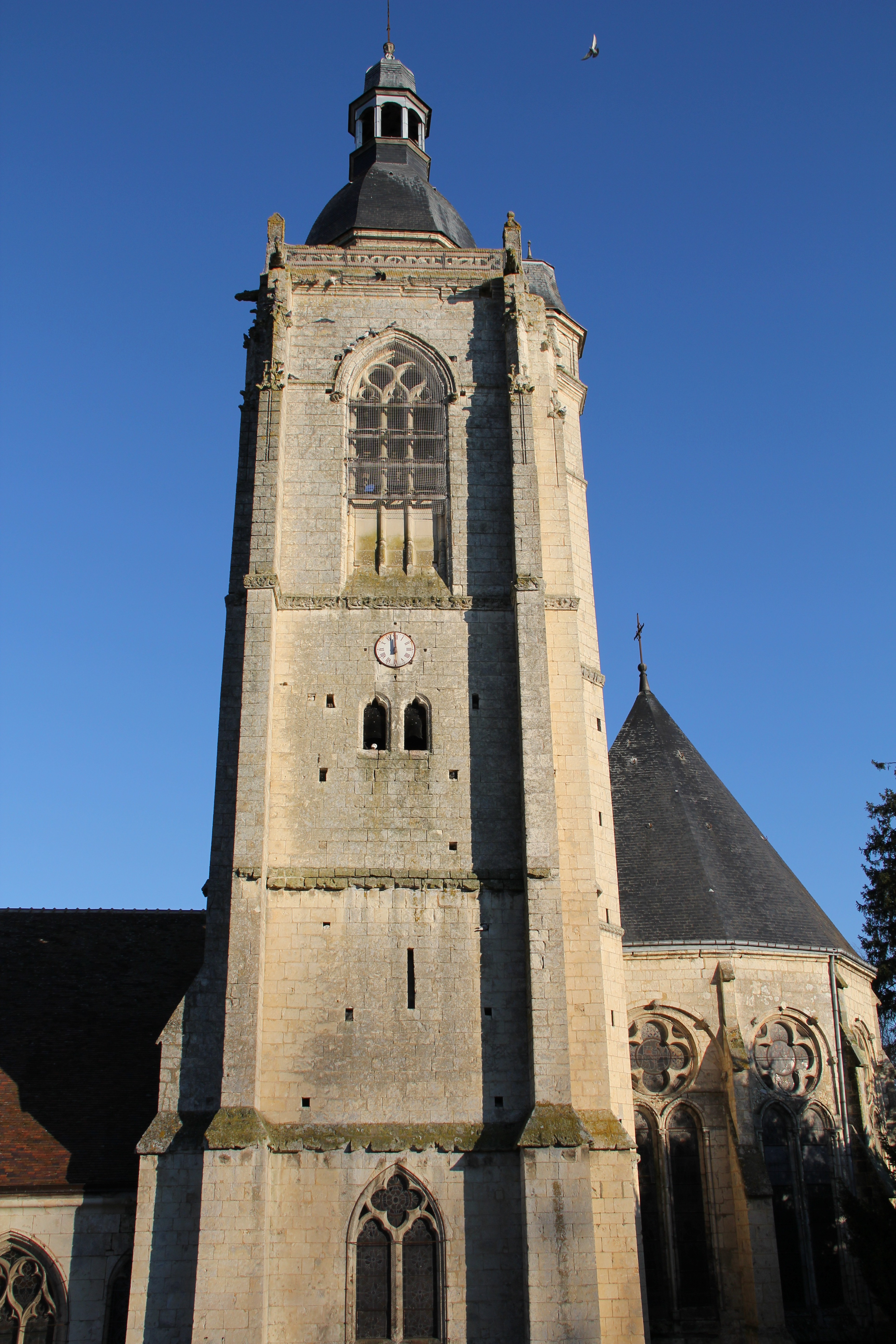
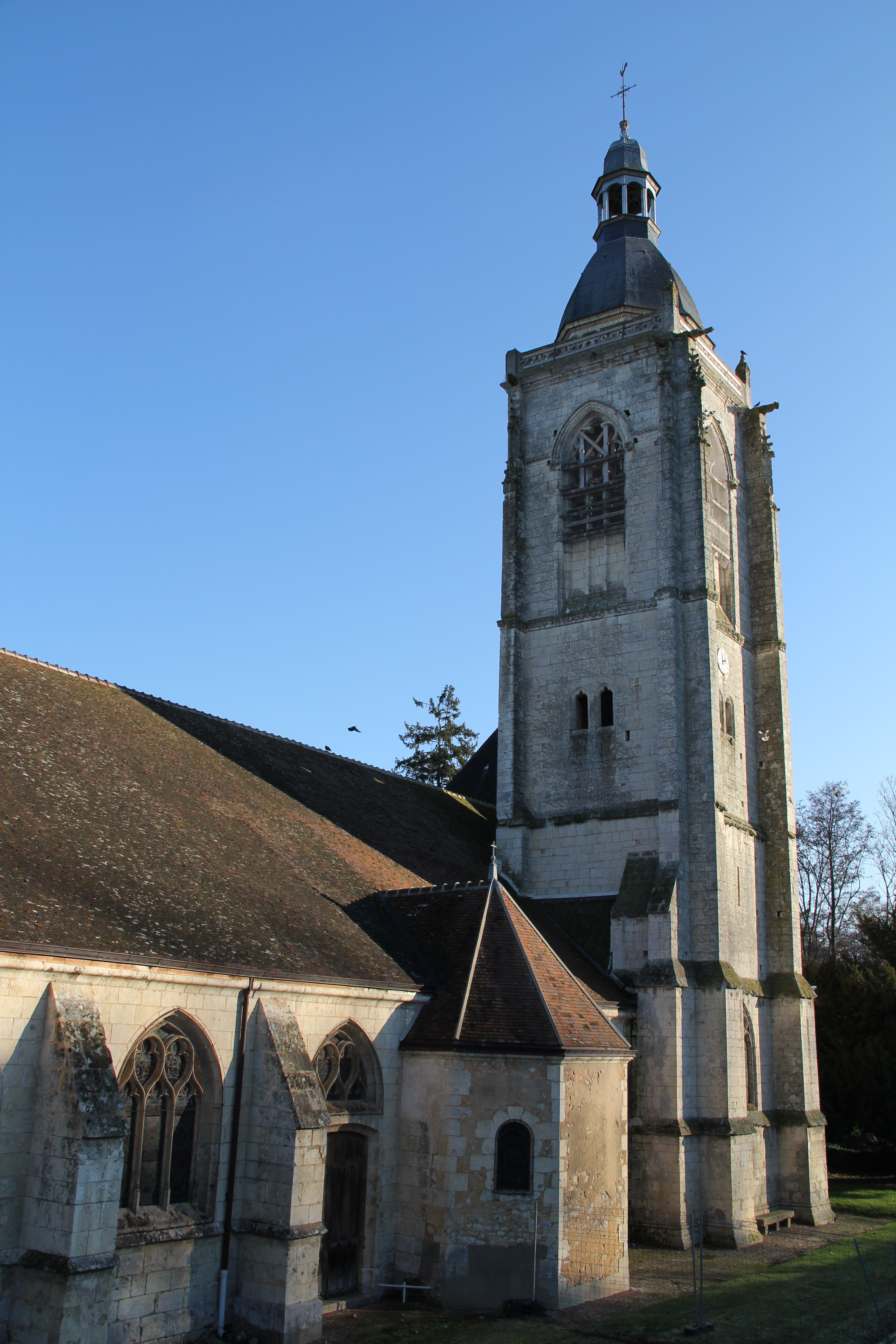

## Paroisse et doyenné
L'église Saint-Hilaire de Nogent-le-Rotrou fait partie de la paroisse Saint Lubin du Perche, rattachée au doyenné du Perche.